# JetAlliance Wostok

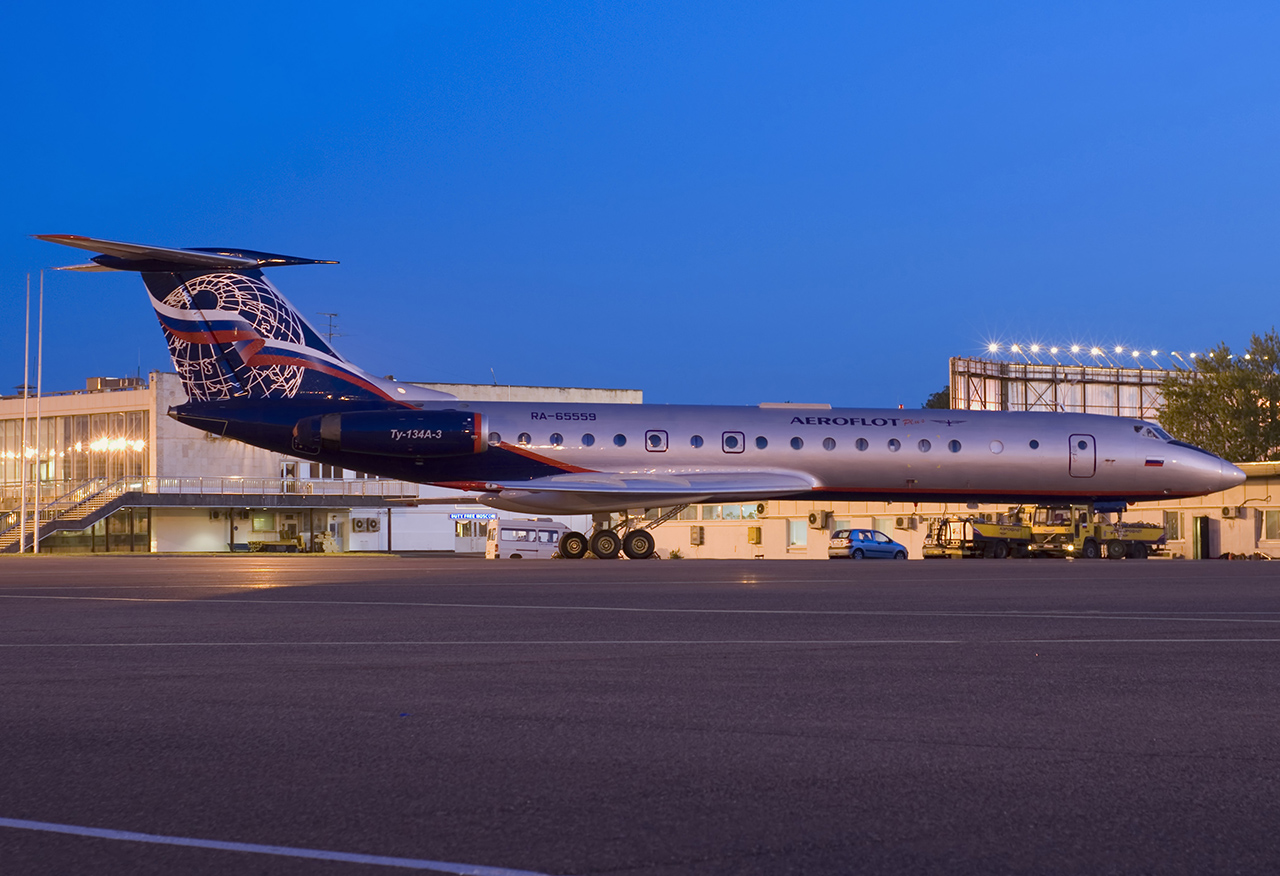
Tu-134A-3 linii Aerofłot-Plus

JetAlliance Wostok (ros. ЗАО «Джеталлианс Восток») – zlikwidowana rosyjska czarterowa linia lotnicza z siedzibą w Moskwie, założona w 1996 roku. Do 2010 funkcjonowała pod nazwę Aerofłot-Plus (ros. Аэрофлот-Плюс). Głównym portem lotniczym był port lotniczy Szeremietiewo. 

## Flota
W momencie likwidacji w skład floty wchodziły 2 samoloty Cessna Citation (Citation CJ3 i Citation C680) oraz 1 samolot Bombardier Learjet 60. W poprzednim okresie w użyciu znajdowały się 2 samoloty Jak-42D i 1 samolot Tu-134A-3M przejęte z Aerofłot-Plus. 